# Myxaster perrieri
Myxaster perrieri är en sjöstjärneart som beskrevs av Jean Baptiste François René Koehler 1896. Myxaster perrieri ingår i släktet Myxaster och familjen Myxasteridae. Inga underarter finns listade i Catalogue of Life.